# The Third - La ragazza dagli occhi blu
The Third - La ragazza dagli occhi blu (ザ・サード～蒼い瞳の少女～?) è un manga e un anime scritto da Ryō Hoshino (鷲尾直広, Hoshino Ryō) e illustrato da Nao Gato (後藤なお, Gato Nao). L'anime è chiamato The Third - Aoi Hitomi no Shōjo (ザ・サード～蒼い瞳の少女～, Za Sādo - Aoi Hitomi no Shōjo), che si potrebbe tradurre con The Third - La ragazza dagli occhi blu. The Third è stato pubblicato dalla Kadokawa Pictures U.S.A. e distribuito nei paesi anglosassoni da Right Stuf International for U.S release nell'estate del 2007.

## Trama
La serie è ambientata molti anni dopo una guerra devastante che ha ucciso l'80% della popolazione mondiale. Il pianeta terra è controllato da esseri chiamati "Third", chiamati così per un terzo occhio che hanno sulla fronte, chiamato "Occhio Spaziale" che può controllare i sistemi informatici.  La storia si sviluppa seguendo le avventure di Honoka e Bogie, una ragazza abilissima nell'arte della spada (soprannominata per questo "spada danzante") e il suo carrarmato, una intelligenza artificiale che affianca la ragazza nel suo lavoro e nei suoi viaggi.
Un giorno Honoka salva un ragazzo di nome Iks, che scopre avere dei poteri speciali di guarigione e che seguirà Honoka nel suo viaggio. Durante il viaggio Honoka reciterà spesso poesie di una autrice chiamata "Dana Myfree".
Nel corso del viaggio di Honoka si incontrano altri personaggi, come Jouganki, un membro del Third, Zankan, il meccanico di Honoka e sua figlia Milly o la "sensei" Paifu che aiuterà il gruppo durante diverse battaglie.
Poi,si scopre che anche Honoka possiede un terzo occhio ma che questo è diverso dal normale occhio dei Third poiché è blu e non le permette di controllare le macchine, anche se rivelerà un particolarissimo potere speciale.

## Personaggi
Honoka (火乃香?, Honoka)
Honoka è la ragazza protagonista della storia. Possiede un Terzo Occhio blu diverso da quello dei Third. Ha avuto un'infanzia particolare, è cresciuta con il nonno che l'ha allenata nell'arte della spada e al momento della vicenda ha 17 anni. È spontanea e sincera, cerca di fare del suo meglio per aiutare gli altri e più volte rischia la vita per loro. Ama in modo naturale le persone che ha vicino e capisce quanto avere degli amici è importante. Ama una poetessa di nome Dana Myfree e recita spesso le sue poesie.
Bogie (ボギー?, Bogī)
Bogie è l'intelligenza artificiale che segue Honoka da quando è piccola e la sostiene nelle difficoltà. Guida il carro di Honoka ed è capace, grazie ai suoi sensori, di individuare le forme di vita nelle vicinanze. Benché sia una macchina sembra molto affezionato a Honoka e ai suoi amici.
Iks (イクス?, Ikusu)
Iks è un personaggio misterioso che Honoka incontra all'inizio della serie. È calmo e sorride sempre e le sue origini restano sconosciute finché non si scopre che è un alieno venuto sulla terra. Conosce molte cose della guerra che ha sconvolto il pianeta ed è grazie a lui che Honoka e gli altri capiscono i particolari eventi che li coinvolgono.
Zankan (ザンカン?, Zankan)
Zankan è il meccanico di Honoka ed è il migliore nel suo campo. Vive nel deserto perché i suoi lavori infrangono il Tabù tecnologico e mettono quindi in pericolo lui e sua figlia Milly. Verrà ucciso dal Blue Breaker durante una ispezione militare.
Jōganki (浄眼機?, Jōganki)
Joganki è un membro de Third molto interessato a Honoka, non si capisce se per il suo potere o per qualche altra ragione.
Millie (ミリィ?, Mirī)
Milly è la figlia di Zankan. Una volta rimasta orfana seguirà Honoka nelle sue avventure. Si metterà più volte nei guai per voler aiutare a tutti i costi l'amica nei suoi combattimenti. Alla fine capirà di tenere a lei più che a chiunque altro.
Paifu (パイフウ?, Paifū)
Paifu è la maestra di Milly, ma dietro alla "sensei" gentile si nasconde un'assassina abilissima nell'uso delle armi. È interessata a Honoka e la segue, finché le due non diventeranno amiche. Aiuterà moltissimo la protagonista grazie alle sue eccellenti abilità.